# 德賴伍德 (堪薩斯州)
德賴伍德（英語：Dry Wood，或Drywood）為位在美國堪薩斯州克勞福德縣的非建制地區。

## 歷史
此社區境內的郵政局於1894年3月19日開設，期間持續營運直到1915年11月30日終止。